# 市樓一
蛇夫座μ，又名BD-08 4472，HD 159975、SAO 141772、HR 6567，是蛇夫座的一颗恒星，视星等为4.62，位于銀經17，銀緯12.34，其B1900.0坐标为赤經17h 32m 24.5s，赤緯-8° 12.34′ 28″。